# صنعت سکس

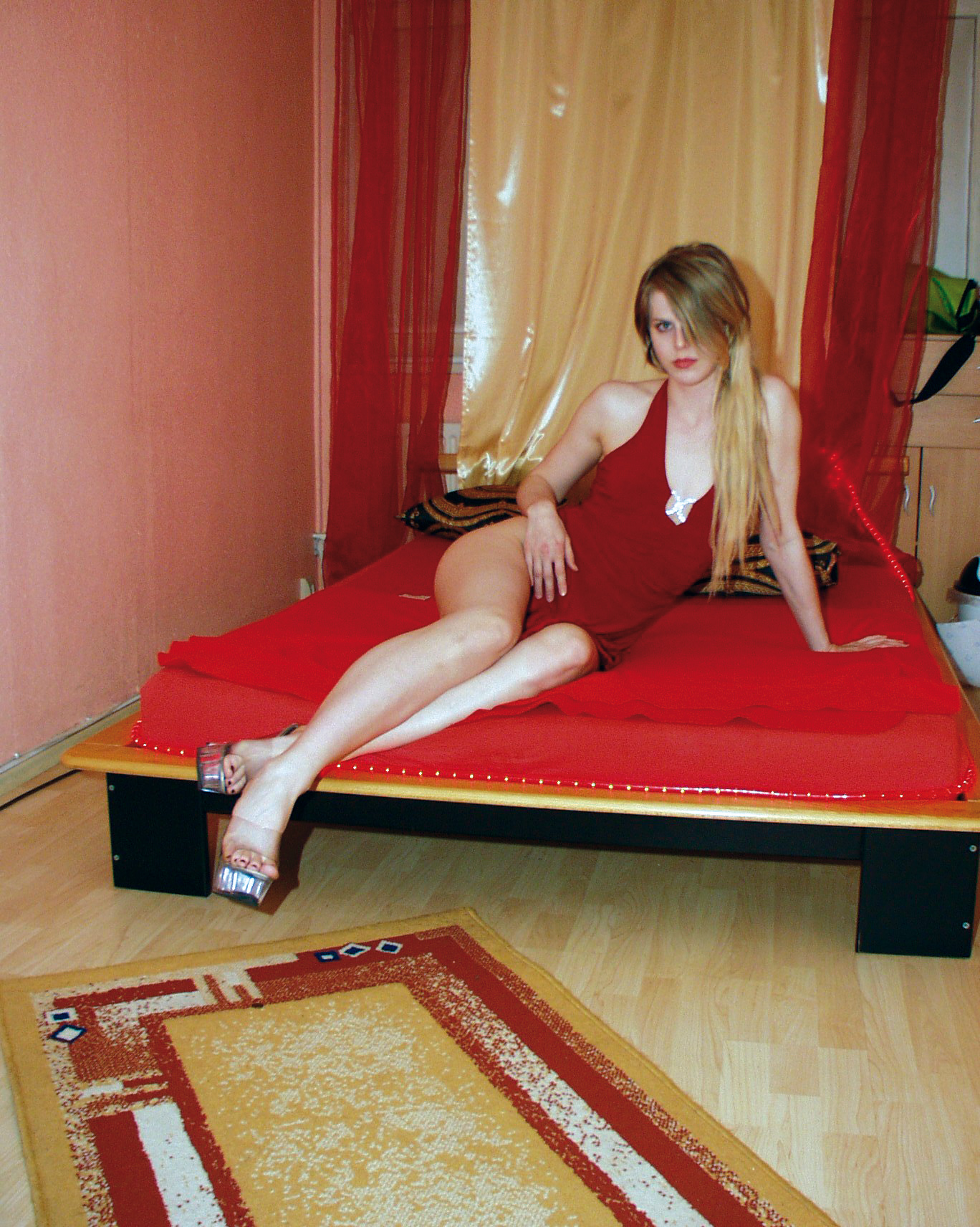
یک زن تن‌فروش در آلمان. در بیش‌تر کشورها و میان فرهنگ‌های گوناگون، رنگ سرخ به عشق و سکس نسبت داده می‌شود و از همین رو، بیش‌تر کنش‌گران این تجارت از رنگ سرخ برای تبلیغ کالا یا خدماتشان بهره می‌گیرند.

صنعت سکس یا تجارت سکس، متشکل است از هر گونه کسب‌وکار که یا مستقیم یا غیرمستقیم با روابط جنسی (سکس) در ارتباط باشد. از آن جمله می‌توان به تن‌فروشی، پورنوگرافی، مجله‌های سکسی، فیلم‌های سکسی، اسباب‌بازی جنسی، سکس شاپ، استریپ کلاب و به‌طور کل هرچه با سکس در ارتباط باشد اشاره کرد.
حدود ۱ میلیارد و ۱۵۰ میلیون نفر در جهان در این صنعت شرکت کرده‌اند که کشورهای آمریکا، بریتانیا، هند، ژاپن، کانادا، آلمان و فرانسه به ترتیب بیشترین مقدار ارزش و شرکت‌کننده در این صنعت را دارا هستند. این صنعت در سراسر جهان ۴۰۰ میلیارد دلار ارزش دارد و یکی از ده صنعت بزرگ جهان است، پایتخت جهانی و مرکز این صنعت شهر لاس وگاس است.

## تن‌فروشی
تن‌فروشی مهم‌ترین بخش از تجارت سکس است که محل کسب آن روسپی‌خانه، محل زندگی شخص تن‌فروش، هتل، اتوموبیل یا حتی خیابان است. اغلب بازاریاب این شغل قواد یا جاکش نام دارد که گاه از راه یک شرکت (به اصطلاح انگلیسی اسکورت) یا به صورت شخصی فعالیت می‌کند. تن‌فروشی شامل فرد تن‌فروش یا کارگر جنسی می‌شود که خدمات جنسی مستقیم به مشتری ارائه می‌کند. در بیشتر موارد تن‌فروشان حق گزینش نحوه انجام عمل جنسی را دارند اما در مواردی همچون تن‌فروشی اجباری و بردگی جنسی فرد ارائه‌کننده این خدمات حق گزینشی ندارد.
قوانین تن‌فروشی و موارد مرتبط با آن همچون امور مربوط به فاحشه‌خانه‌ها در کشورهای دنیا با هم متفاوت هستند. در برخی کشورها که این کار غیرقانونی است، دیده می‌شود که این تجارت رشد زیادی دارد چرا که میزان تقاضا در آن همیشه بالاست و سود حاصل از آن نیز همین‌طور.
روسپی‌خانه محلی است که افراد در آن مشغول به انجام آمیزش جنسی با یک تن‌فروش می‌شوند. با وجود آنکه هر کجا که تن‌فروشی صورت گیرد می‌تواند به عنوان روسپی‌خانه قلمداد شود، اما این عمل در سالن‌های ماساژ، بارها و کاباره‌های لختی نیز ممکن است صورت گیرد. کار کردن تن‌فروشان در روسپی‌خانه‌ها برایشان امن‌تر از سکس در خیابان است.
تن‌فروشی و راه‌اندازی روسپی‌خانه در برخی کشورها قانونی است و در برخی غیرقانونی. حتی در کشورهایی که قانونی است، این روسپی‌خانه‌ها ممکن است با محدودیت‌های فراوانی روبه‌رو باشند. تن‌فروشی اجباری و سکس با خردسالان در هر صورتی ممنوع است. در برخی کشورها روسپی‌خانه‌ها حق فعالیت تنها در محله‌های ویژه‌ای همچون مناطق سرخ را دارا هستند. در برخی کشورها بهره‌گیری از الکل در روسپی‌خانه‌ها غیرمجاز است.
چنانچه شخصی از کشور محل اقامتش به سبب دریافت خدمات جنسی به کشور دیگری مسافرت کند به آن گردشگری جنسی گفته می‌شود. گردشگری جنسی مردانه سبب ایجاد زیرساخت‌های صنعت سکس در کشور پذیرنده می‌شود در حالی که گردشگری جنسی زنانه سبب می‌شود مشتریان از زیرساخت‌های فعلی بهره نبرند.گردشگری جنسی هم همچون دیگر گونه‌های گردشگری سبب رونق اقتصادی شهرها و کشورهای پذیرنده می‌شود. گردشگری جنسی عموماً به سبب قوانین دست و پاگیر در کشورهای مبدأ، ایجاد می‌شود حال آنکه این صنعت برای کشورهای پذیرنده یا مقصد ممکن است تبعات اجتماعی ناخوشایندی داشته باشد.

## مکان
شغل‌های مربوط به صنعت سکس عموماً حول مراکز نظامی شکل می‌گیرند. در بریتانیا نیروی دریایی پورتسموث صاحب یک صنعت سکس رو به گسترش در قرن نوزدهم میلادی بود و تا پایان دهه ۱۹۹۰ مناطق سرخ فراوانی نزدیک پایگاه‌های نظامی آمریکا در فیلیپین ایجاد شد. منطقه سرخ مونتو در دوبلین که یکی از بزرگ‌ترین‌ها در اروپا به حساب می‌آمد، به وسیله سربازان بریتانیایی ایجاد شده بود که پس از ورود سربازان ایرلندی به این مناطق از بین رفت. در بانکوک و در سواحل پاتایا روسپی‌خانه‌هایی برای سربازان آمریکایی شکل گرفته بود که در جنگ ویتنام در سال‌های ۱۹۷۰ بسیار به کار ارتش ایالات متحده آمد. تجارت سکس در شهرهای دانشگاهی کوچک اما رو به رشد است.

## دیگر بهره‌مندان
صدها تن هر روزه در این صنعت مشغول کارند که از آن جمله می‌توان به تن‌فروشان یا کارگران جنسی اشاره کرد. کارگران جنسی شامل دختران تلفنی، بازیگران هرزه‌نگاری، دست‌اندرکاران پورنوگرافی، رقصنده‌های شهوانی، رقصنده‌های برهنه و تن‌فروشان تلفنی و… می‌شوند.
به علاوه افراد دیگری نیز در صنعت سکس مشغول کارند که شاید کارشان به‌طور مستقیم با رابطه جنسی در ارتباط نباشد اما سود زیادی از کار در این صنعت نصیبشان می‌گردد همچون مدیران، نویسندگان، فیلم‌برداران، عکاسان، وب‌مسترها و….
معمولاً مدیران شاغل در این صنعت هیچ‌گاه رابطه مستقیمی با کارگران جنسی ندارند.

## پورنوگرافی

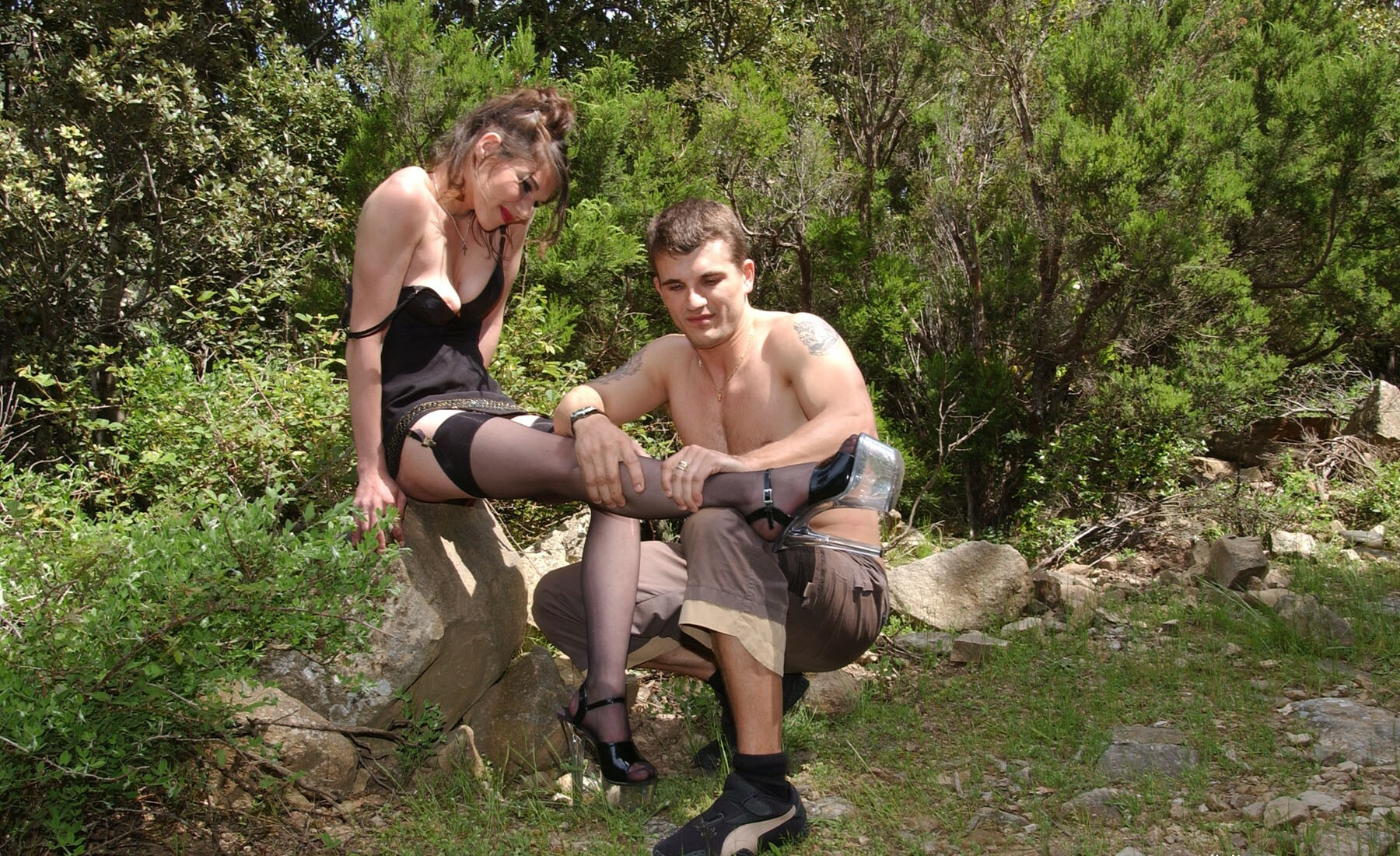
دو بازیگر هرزه‌نگاری در حال آماده شدن برای بازی نقش در یک فیلم پورنو.

پورنوگرافی به نمایش بی‌پرده آمیزش جنسی به سبب رسیدن به برانگیختگی جنسی و اوج لذت جنسی به هر نحو همچون فیلم، داستان، عکس و … گفته می‌شود. یک پورنوگراف کسی است که عمل جنسی را خلق می‌کند تا به نمایش درآورد. یک بازیگر پورنوگرافی یا ستاره پورن نیز کسی است که در فیلم‌های مربوط بازی می‌کند یا نمایش می‌دهد. چنانچه فردی که عمل جنسی را به نمایش می‌گذارد از هنر نمایش بی‌بهره باشد آنگاه او را تنها یک مدل پورنو خطاب می‌کنند. از جمله راه‌هایی که پورن به دست مصرف‌کننده می‌رسد می‌توان به کتاب‌های محرک، مجله‌ها، کارت‌های پستی سکسی، عکس، مجسمه، ترسیم، نقاشی، پویانمایی، ضبط و نشر آواها، فیلم داستانی، ویدئو یا حتی بازی ویدئویی اشاره کرد. با این حال اگر عمل جنسی در مقابل تماشاچیان و به صورت زنده انجام گیرد، دیگر به آن پورنوگرافی نمی‌گویند؛ چراکه پورنوگرافی به معنای به نمایش گذاردن عمل جنسی است و نه اجرای نمایش آن؛ بنابراین کارهایی نظیر نمایش‌های جنسی یا رقص برهنه در حیطه پورنوگرافی نیستند.
در دهه‌های ۱۹۸۰ و ۱۹۹۰ با آمدن نخستین رایانه‌های خانگی که قادر بودند به شبکه‌های رایانه‌ای متصل شوند سرگرمی بزرگ‌سالان پا به عرصه اینترنت و فضای مجازی گذاشت. نخستین روزهای آمدن شبکه وب جهان‌گستر، حباب دات-کام همچون گلوله برفی که روی برف بغلطد و گسترش یابد، شروع به بزرگ شدن کرد و مصرف پورنو و اروتیکا رو به فزونی نهاد. در سال ۲۰۰۹ درآمد ۱۰–۱۵ میلیاردی پورن در آمریکا به تنهایی بیش از صنایع موسیقی و ورزشی با هم و نیز به تقریب نزدیک به درآمد گیشه فیلم‌های هالیوودی بود.

## سوءاستفاده از کودکان
در حالی که صنعت سکس و سرگرمی بزرگسالان در برخی کشورها ممنوع است یا با محدودیت روبه‌روست، اما بهره‌کشی جنسی از کودکان در صنعت سکس تقریباً در همه جای دنیا ممنوع است و اغلب مجازات سنگینی دارد.
بهره‌کشی جنسی از کودکان (CSEC) به «استفاده جنسی از کودکان در برابر دریافت پول» گفته می‌شود که در این فعالیت کودک مورد استفاده جنسی قرار می‌گیرد.
بهره‌کشی جنسی از کودکان شامل تن‌فروشی کودکان، پورنوگرافی کودکان، توریسم جنسی کودکان و دیگر گونه‌های رابطه جنسی می‌شود که در آن کودکان مجبورند به سبب فراهم آوردن نیازهای اولیه زندگی همچون خوراک، پناهگاه یا تحصیل تن به رابطه جنسی بدهند. گاهی حتی خانواده این کودکان از آنان می‌خواهند که از طریق سکس برایشان درآمدزایی کنند. بهره‌کشی جنسی کودکان در آسیا (بیش‌تر در تایلند، کامبوج و هند) و برخی نقاط آمریکای لاتین صورت می‌گیرد که در این میان کامبوج، هند، برزیل و مکزیک بیش‌ترین آمار تن‌فروشی کودکان را دارا هستند.

## سرگرمی بزرگسال
سرگرمی‌های بزرگسالانه گونه‌ای از سرگرمی هستند که برای بزرگسالان می‌باشند و اغلب برای افراد زیر سن قانونی (معمولاً ۱۸ سال) غیرمجاز هستند. از جمله این سرگرمی‌ها می‌توان به کانال‌های سکسی تلویزیون، نمایش‌های سکسی، سکس شاپ، استریپ کلاب، مجله‌های مردان، فیلم داستانی پورن، اسباب‌بازی جنسی، فتیش جنسی و بی‌دی‌اس‌ام اشاره کرد.

## مخالفت‌ها
صنعت سکس بسیار مناقشه‌برانگیز است و سازمان‌ها، افراد و دولت‌های متعددی بر آن ایرادهای اخلاقی وارد می‌کنند. از همین روی فعالیت‌هایی همچون هرزه‌نگاری به هر نحو، لختی‌گری و تن‌فروشی در برخی کشورها ممنوع هستند.
مخالفان هرزه‌نگاری بیان می‌کنند که این صنعت ضررهای فراوانی برای جامعه به ارمغان می‌آورد که از آن میان می‌توان به افزایش قاچاق انسان، کودک‌آزاری جنسی، ناکارآمدی جنسی و عدم توانایی افراد در برقراری رابطه جنسی صحیح اشاره کرد.

### اعتراض‌های جامعه‌شناسان
دالف زیلمن معتقد است که بهره‌گیری بیش از حد از هرزه نگاری می‌تواند سبب ایجاد مشکلات عدیده جامعه‌شناختی شود که او آن‌ها را ناخوشایند قلمداد می‌کند. از آن جمله می‌توان به کاهش بسیار ازدواج‌های تک‌همسری و روابط بلندمدت اشاره کرداو بر این باور است که پورنوگرافی می‌تواند "ارزش‌های سنتی جامعه همچون نهاد خانواده و ازدواج پایدار " را از بین ببرد و رابطه جنسی را طوری به نمایش بگذارد که هیچ ارتباطی با "همبستگی‌های عاطفی، مهربانی و مسئولیت‌پذیری در زندگی واقعی" نداشته باشد.
به علاوه برخی جامعه‌شناسان نیز معتقدند که هرزه‌نگاری سبب افزایش جرائم جنسی در جامعه می‌شود. پژوهشی تحت عنوان «تأثیرات هرزه‌نگاری:یک بینش میان‌کشوری» نیز در همین رابطه صورت گرفته‌است… با این حال پژوهش‌هایی نیز رابطه همبستگی میان کاهش جرائم جنسی و پورنوگرافی یافته‌اند.

### اعتراض‌های فمینیست‌ها

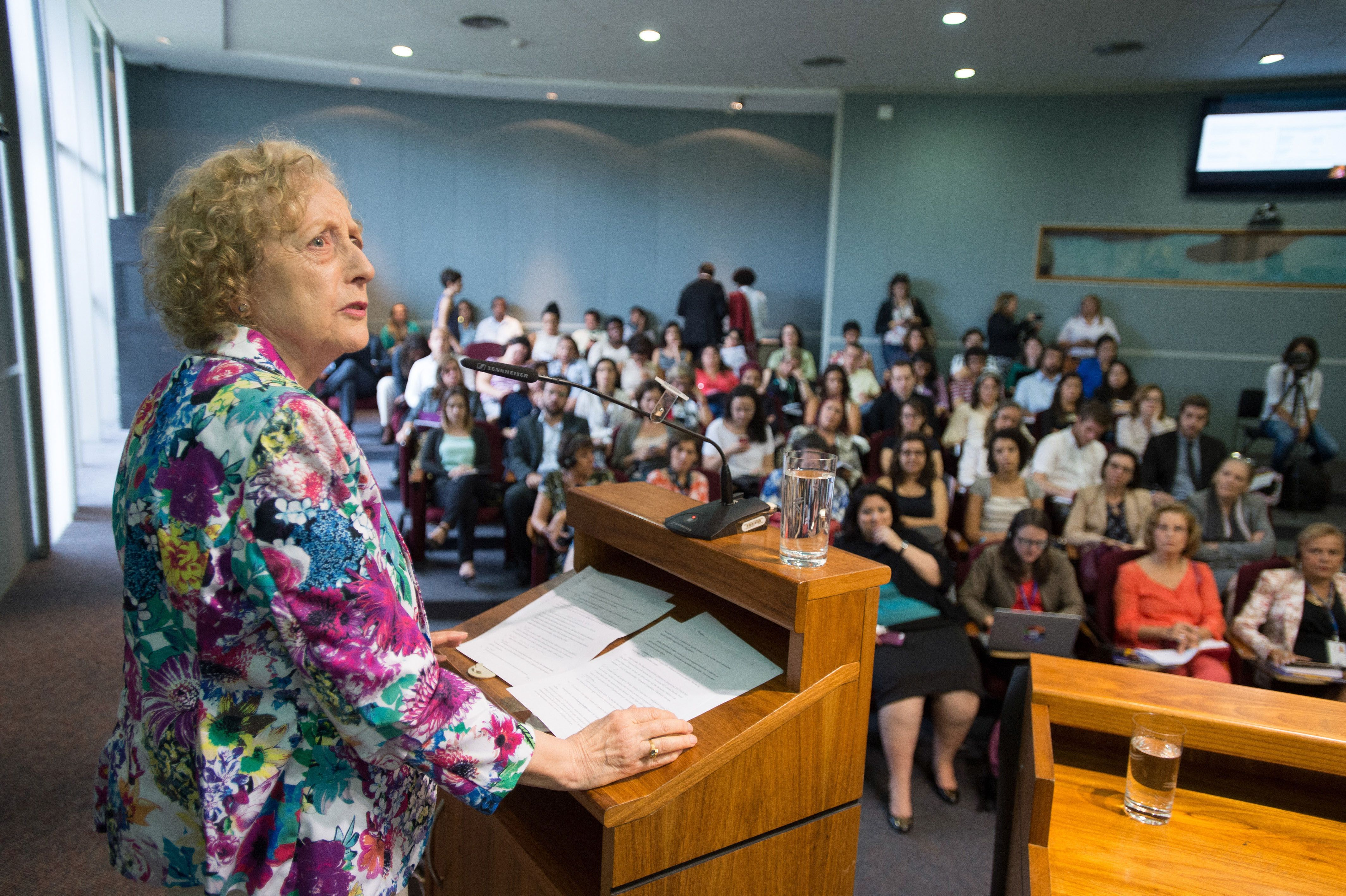
کارول پِیتمن، نظریه‌پرداز سیاسی و فمینیست، شیءانگاری جنسی زنان و به‌کارگیری آنان در صنعت سکس را محکوم کرده‌است.

برخی فمینیست‌ها با اظهار اینکه صنعت سکس موجب تباهی زنان است با آن مخالفت دارند. آنان می‌گویند صنعت سکس با شیء انگاری جنسی مرد محور زنان مرتبط است و سبب افزایش خشونت جنسی علیه زنان و کودکان شده و برابری جنسیتی را به خطر می‌اندازد، به‌طوری که در این صنعت زنان را به آلت جنسی زنانه تقلیل می‌دهند. آنان با بیان اینکه تن‌فروشی عملی به نفع مردان است معتقدند خشونت علیه زنان در این صنعت فراوان است و در واقع جزئی جداناشدنی از صنعت سکس است.. آنان می‌گویند بیشتر زنانی که تن به تن‌فروشی می‌دهند از روی اجبار از طرف صاحبان روسپی‌خانه‌ها، فقر، نبود دارو، اعتیاد، بی‌خانمانی و تجاوز جنسی در کودکی رو به این کار آورده‌اند.
بر این پایه سوئد، نروژ و ایسلند خرید و فروش خدمات جنسی را جرم محسوب کرده‌اند.. (در این کشورها مشتری‌ها و صاحابان روسپی‌خانه‌ها و نه افراد تن‌فروش مورد پیگرد قانونی قرار می‌گیرند). این قوانین سبب کاهش چشم‌گیر قاچاق انسان و تن‌فروشی در این کشورها شده‌است.
برخی دیگر از فمینیست‌ها همچون گیل داینز با پورنوگرافی به سبب خشونتی که علیه زنان ایجاد می‌کند مخالفند. او معتقد است که این صنعت، تجاوز جنسی و آزار جنسی را در مردان نهادینه می‌کند که این خود سبب ایجاد یک جامعه مرد محور و جنسیت‌زده می‌شود. گروه دیگری از فمینیست‌ها نیز هستند که با هرگونه سانسور رابطه جنسی و قوانین محدودکننده یا قوانین علیه پورنوگرافی در کشور ایالات متحده آمریکا مخالفند که از میان آنان می‌توان به بتی فریدان، کیت میلت، کارن دکرو، وندی کمینر و جامیکا کینکیداشاره کرد.

### دیگر مخالفت‌ها
تجارت سکس همواره به سبب ارتباط گسترده آن با قاچاق انسان، مهاجرت غیرقانونی، سوء مصرف مواد و تباهی کودکان (پورنوگرافی کودکان و تن‌فروشی کودکان) مورد انتقاد بوده‌است. همچنین تجارت سکس موجب افزایش بیماری‌های آمیزشی شده که نگران‌کننده است.
از پورنوگرافی به عنوان یکی از عوامل شیوع قاچاق جنسی، خشونت جنسی، تجاوز جنسی و کودک آزاری یاد می‌کنند. بر اساس تحقیقات پورنوگرافی عامل رواج نفرت علیه زنان، خشونت خانگی و بی‌احترامی است. واشینگتن پست پورنوگرافی را «مخرب‌ترین و رایج‌ترین معمولِ زمان ما» می‌داند.